# دیارمن
ابوالفتح‌خان بختیاری آسترکی،فرزند قاسم خان بختیاری آسترکی، امیرالامرا و ایلخان بزرگ ایل بختیاری بود، که پس از ائتلاف با کریم‌خان زند و علی مردان خان، یکی از میراث‌داران حکومت نادرشاه شد. با توافق کریم‌خان زند و علیمردان خان چهارلنگ باهم، وی به حکومت اصفهان رسید و پیش از شورش (کودتا) کریم‌خان زند علیه علیمردان خان، توسط علیمردان خان کشته شد.
ابوالفتح خان بختیاری آسترکی یکی از بزرگان و نجیب‌زادگان ایل بختیاری بودند که پس از مرگ نادر توسط ابراهیم شاه حاکم اصفهان گردید و سپس در زمان شاهرخ میرزا نیز در این منصب ابقاء گردید. اما طولی نکشید که پس از فروپاشی حکومت نادرشاه و جدال بازماندگان برسر قدرت. سرداران نادر سراز چنبره اطاعت جانشینان وی برداشته و هرکدام در منطقه یا زادگاه خویش شورشی راه انداختند و برمنطقه خویش فرامان راندند. از جمله سرداران نادر. علیمردان خان و کریم خان زند بودند که با هم متحد شدند و اصفهان را بتصرف خود دراوردند. ابوالفتح خان نیز که حاکم اصفهان بود ابتدا به مقابله با آن‌ها برخاست اما با تصرف اصفهان با دوسردار لر تبار همراه شد و اتحاد سه‌گانه را تشکیل دادند این سه سردار لر تبار ابتدا با هم سوگند وفاداری نمودند. اما طولی نکشید که علیمردان خان بد عهدی نمود و ابوالفتح خان را به قتل آورد و بنای بد رفتاری و بد سلوکی را با مردم در پیش گرفت و به همین علت توسط کریم خان ضلع سوم مثلث اتحاد کشته گشت. ابوالفتح خان یکی از نجیب‌زادگان ایل بختیاری بودن و پدران و نیاکان وی از ابتدای حکومت صفویه بر بختیاری فرمانروایی داشتند. منابع دوران زندیه و افشاریه از ابوالفتح خان به نیکی یاد کرده‌اند.

## زندگی‌نامه
در ۱۱۴۵ ق که نادر شاه به سبب بروز شورش و قتل حاکم بختیاری، به سرزمین آنان لشکر کشید، منابع از ابوالفتح خان در مقام یکی از رؤسای ایل بختیاری یاد کرده‌اند، که به اطاعت از نادر گردن نهاد.
نادر شاه نیز او و برخی از بزرگان بختیاری را به مقام یساولی خود برگزید؛ آنگاه حدود ۳۰۰۰ نفر از بختیاری‌ها را که بیش تر هفت لنگ (دورکی،بهداروند)بودند را به خراسان کوچاند و در منطقه جام سکنی داد.
پس از قتل نادر در ۱۱۶۰ق/۱۷۴۷م عادل شاه به حکومت نشست، اما برادر کهترش ابراهیم شاه که حکومت ایالات مرکزی ایران را بر عهده گرفته بود، با پادشاه جدید به کشمکش برخاست. وی هنگامی که روانه آذربایجان شد، ابوالفتح‌خان را که در آن زمان سمت بیگلربیگی مرو شاه‌جان را بر عهده داشت، به حکومت اصفهان، کاشان، برگماشت.
دیری نگذشت که شاهرخ میرزا، نواده نادر در ۱۱۶۱ ق در مشهد بر تخت سلطنت نشست و ابراهیم شاه و عادل شاه، هر دو مدعی حکومت را به قتل رساند.
در این دوران پر آشوب مردم اصفهان پیرامون ابوالفتح خان که قدرت و شوکتی بسیار یافته بود، گرد آمدند و از او استقبال کردند. و شاهرخ میرزا نیز حکومت ابوالفتح خان را بر اصفهان تأیید کرد.
در این زمان به سبب همکاری ابوالفتح خان با کسانی چون معیر خان (معیرالممالک)، وزیر سابق نادر، در اصفهان، برخلاف شهرهای دیگر، صلح و آرامش حکم‌فرما بود. اما علی مردان خان رئیس ایل بختیاری که نواحی بختیاری تا خوزستان و لرستان و کرمانشاه را تسخیر کرده بود و داعیه سلطنت داشت، نیز برای تسخیر مناطق مرکزی ایران، برآن شد تا به اصفهان هجوم برد. وی در نزدیکی این شهر اردو زد و نهانی با برخی از رجال این شهر چون معیرالممالک ارتباط یافت.
از سوی دیگر سلیم خان افشار که از سوی شاهرخ میرزا به حکومت اصفهان منصوب شده بود، در رأس سپاهی به این شهر آمد و به ابوالفتح خان پیوست.
ابوالفتح خان و سلیم خان افشار در ناحیه مورچه خورت، در نزدیکی اصفهان، علی مردان خان را شکست داده و به گلپایگان عقب راندند. آنگاه علی مردان خان با کریم خان زند متحد و این دو در ۱۱۶۳ ق با ۲۰ هزار سپاهی، به اصفهان حمله کردند.
در سال ۱۱۶۴ق علی مردان خان پنهانی برخی از فرماندهان سپاه ابوالفتح خان را با خود همراه کرد و به اتفاق کریم خان، سپاه ابوالفتح خان و نیروهای مدافع اصفهان را در کنار این شهر، سخت شکست داد و آنان را به داخل اصفهان عقب راند. دیری نپایید که شهر نیز به دست مهاجمان افتاد.
ابوالفتح خان با وساطت یکی از خوانین زند مورد عفو علیمردان خان قرار گرفت. گرچه علی مردان خان اداره شهر را در دست گرفت، اما به خوبی دریافت که بدون همکاری ابوالفتح خان که از پشتیبانی طرفداران حکومت صفوی و نیز طرفداران شاهرخ برخوردار بود، نمی‌تواند شهر را در تصرف خود داشته باشد. از این روی علی مردان خان و ابوالفتح خان به اتفاق کریم خان زند، یکی از نوادگان شاه سلطان حسین صفوی را با نام شاه اسماعیل سوم بر تخت سلطنت نشاندند و خطبه به نام او خواندند، پس از آن خود اداره امور را در دست گرفتند.
بدین ترتیب که علی مردان خان در سمت وکیل‌الدوله، نایب‌السلطنه شاه جوان شد، کریم خان زند به فرماندهی کل سپاه و ابوالفتح خان نیز همچنان در منصب پیشین خود، حکومت اصفهان را در دست گرفت. آنان متعهد شدند که در کارها بدون مشورت یکدیگر اقدامی نکنند.
ابوالفتح خان در مقام حاکم پایتخت از هیچ قدرتی برخوردار نبود و تنها به سبب تأمین خواسته طرفدارانش این منصب به او سپرده شد. از سوی دیگر کریم خان زند بر آن بود که وی را به عنوان یکی از اعضای سه‌گانه حکومت بر سر کار نگاه دارد تا موازنه‌ای به زیان علی مردان خان، در میان طوایف بختیاری به وجود آورد، به هر روی هنگامی که کریم خان زند به قصد مطیع ساختن حکام کردستان و همدان از اصفهان خارج شد، علی مردان خان در اصفهان بخاطر اختلافاتی که با ابوالفتح خان پیدا کرد، ابوالفتح خان را به قتل رساند.
سرانجام کریم خان ظاهراً به انتقام قتل ابوالفتح خان در نبردهایی علی مردان خان را شکست داد.

## واقعه کشته‌شدن ابوالفتح‌خان بختیاری آسترکی
عالیجاه ابوالفتح خان بختیاری منکر مناهی بود و با صلاح و سداد و تقوا و شب زنده دار بود و عالیجاه ابوالفتح خان، علیمردان خان را حقیر می شمرد و با او به درشتی سخن می گفت، اتفاقاً علیمردان خان در حالت مستی از سخن درشت عالیجاه ابوالفتح خان متغیر شد و با تبر زینی که در دست داشت بر فرق مبارک عالیجاه ابوالفتح خان فرود آورد و او را به درجه شهادت رساند و بعد پشیمان شد و به آیین پادشاهی آن شهید مرحوم را کفن و دفن نمود و قواعد تعزیت به جا آورد و بازماندگانش را به عذرخواهی نوازش نمود و تمشیت امور اصفهان با توابع و کاشان و قم با توابع و قلمرو علی شکر و قزوین و ری با توابع و کرمانشاهان و همدان با توابع، یزد و کرمان با توابع را به آنها داد.

منبع:امیر حسینی.نیکزاد،شناخت سرزمین بختیاری،ص۱۱۰؛
نورالحکما.رستم التواریخ،ص۲۵۲